# Nevogilde (Vila Verde)
Nevogilde ist ein Ort und eine ehemalige Gemeinde (Freguesia) im Norden Portugals.
Nevogilde gehört zum Kreis Vila Verde im Distrikt Braga. Die Gemeinde hatte eine Fläche von 2,07 km² und 324 Einwohner (Stand 30. Juni 2011).
Am 29. September 2013 wurden die Gemeinden Nevogilde, Travassós und Esqueiros zur neuen Gemeinde União das Freguesias de Esqueiros, Nevogilde e Travassós zusammengeschlossen.